# Dvostruki asteroid
Dvostruki asteroid je sustav dvaju asteroida koji orbitiraju oko njihovog zajedničkog baricentra. Binarna priroda 243 Ide otkrivena je kad je svemirska letjelica Galileo letjela pokraj Ide 1993. godine. Od tada su otkriveni brojni binarni asteroidi i nekoliko trostrukih asteroida.
Omjer mase dviju komponenti - nazvanih "primarna" i "sekundarna" binarnog sustava - važno je svojstvo. Većina binarnih asteroida ima veliki omjer mase, tj. relativno mali satelit u orbiti oko glavne komponente. Sustavi s malim mjesecom malog planeta - koji se također naziva "pratnja" ili jednostavno "satelit" - uključuju asteroide 87 Sylvia, 107 Camilla, 45 Eugenia, 121 Hermione, 130 Elektra, 22 Kalliope, 283 Emma, 379 Huenna i 243 Ida (kako bi se opadajuće primarne veličine). Neki binarni sustavi imaju omjer mase blizu jedan, tj. dvije komponente slične mase. Uključuju 90 Antiope, 2006 VW139, 2017 YE5 i 69230 Hermes, prosječnih promjera komponenata od 86, 1,8, 0,9 i 0,8 km, respektivno. 

## Opis
Nekoliko je teorija postavljeno da objasne stvaranje binarnih asteroidnih sustava. Mnogi sustavi imaju značajnu makro-poroznost (unutrašnjost je "krševita"). Sateliti u orbiti oko velikih asteroida glavnog pojasa, kao što su 22 Kalliope, 45 Eugenija ili 87 Sylvia su mogli nastati poremećajem roditeljskog tijela nakon udara ili fisije nakon nagiba. Transneptunski binarni dijelovi mogu se stvoriti tijekom formiranja Sunčevog sustava međusobnim zarobljavanjem ili interakcijom tri tijela. Asteroidi blizu Zemlje, koji orbitiraju u unutarnjem dijelu Sunčevog sustava, najvjerojatnije nastaju podmetanjem i masovnim prolijevanjem, što je vjerojatno rezultat YORP efekta. Numeričke simulacije sugeriraju da se, kad solarna energija dovoljno brzo ubrza asteroid iz „ruševne gomile“ efektom YORP-a, materijal baca s asteroidovog ekvatora. Ovaj postupak također izlaže svježi materijal na polovima asteroida.

## Galerija
- Vremenski videozapis binarnog kometa 2006VW139 (288P)[5]
- Umjetnikov dojam dvostrukog asteroida 90 Antiope